# روی بیلی (بازیکن فوتبال، زاده ۱۹۳۲)
روی بیلی (انگلیسی: Roy Bailey; ۲۶ مهٔ ۱۹۳۲ – 1993 (aged 60)) بازیکن فوتبال اهل بریتانیا بود.
از باشگاه‌هایی که در آن بازی کرده‌است می‌توان به باشگاه فوتبال کریستال پالاس، باشگاه فوتبال ایپسویچ تاون، و باشگاه فوتبال تاتنهام هاتسپر اشاره کرد.